# Okręt hydrograficzny

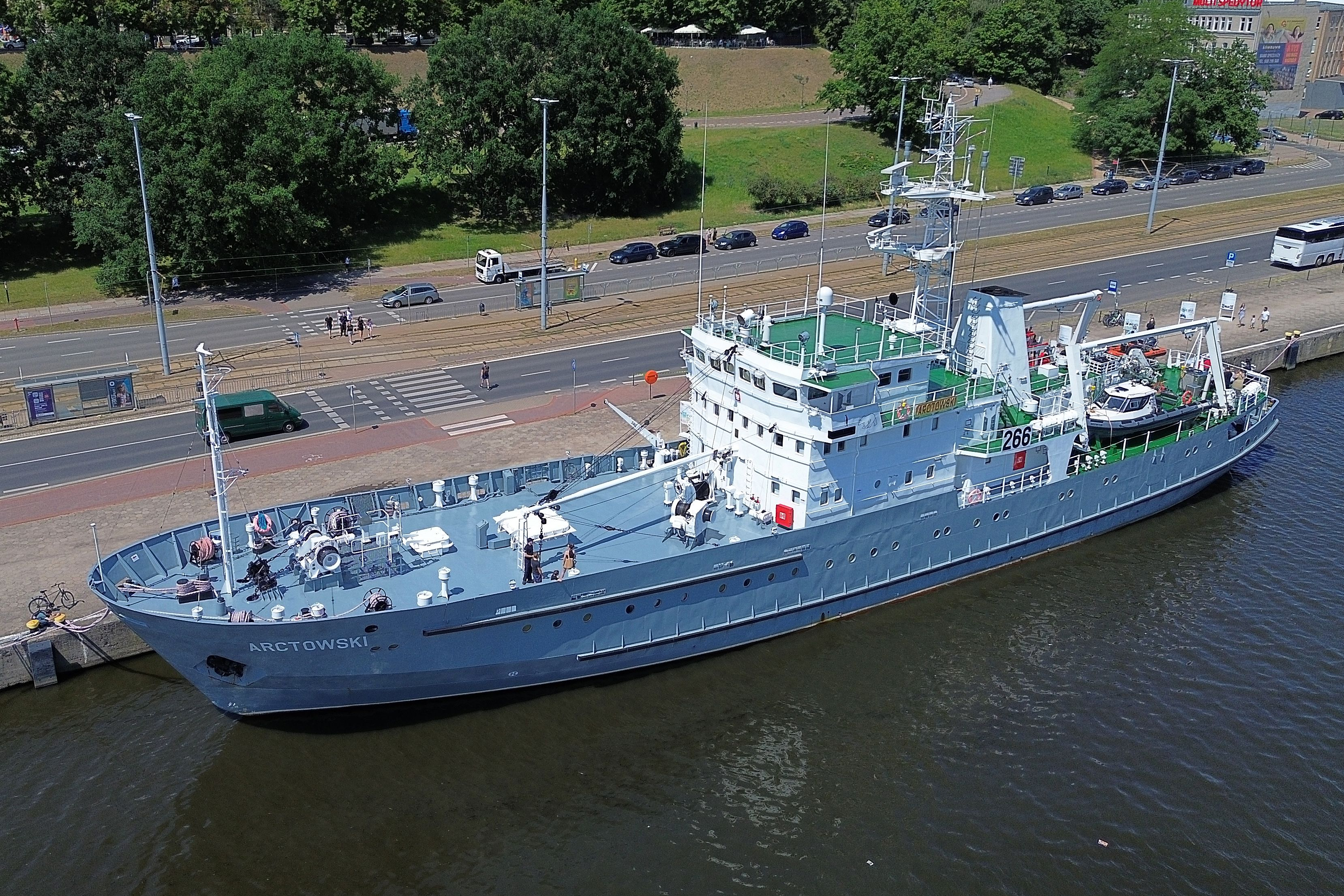
Okręt hydrograficzny Marynarki Wojennej ORP „Arctowski” w Szczecinie

Okręt (statek) hydrograficzny – statek lub okręt specjalny służący do prowadzenia badań i pomiarów hydrograficznych, a także oceanograficznych i hydrologicznych akwenów. Wyniki tych badań służą tradycyjnie przede wszystkim do tworzenia map morskich i locji, wyznaczania torów wodnych i oznakowania płycizn oraz stawiania znaków nawigacyjnych, zarówno dla celów ruchu okrętów wojennych, jak i dla celów cywilnych. Nowoczesne statki hydrograficzne i szerzej, oceanograficzne, służą także do prowadzenia badań naukowych mórz i oceanów oraz poszukiwania podmorskich złóż surowców. Okręty hydrograficzne są eksploatowane przez służby hydrograficzne marynarek wojennych państw, a statki głównie przez służby państwowe.
Podstawowym sposobem prowadzenia pomiarów hydrograficznych są prace sondażowe, obecnie dokonywane za pomocą echosond. Nowoczesne okręty hydrograficzne posiadają ponadto odpowiednie różnorodne wyposażenie badawcze i pomiarowe oraz laboratoria, często także posiadają kutry hydrograficzne lub motorówki sondażowe. Okręty hydrograficzne posiadające bogate wyposażenie specjalistyczne używane są także często do naukowych zadań cywilnych.
Jednym z największych budowniczych okrętów hydrograficznych była
Polska, która była głównym budowniczym jednostek tej klasy na potrzeby państw dawnego Układu Warszawskiego. Od lat 60. do 80. XX wieku w Stoczni Północnej w Gdańsku zbudowano kilkadziesiąt okrętów hydrograficznych dla ZSRR i innych państw socjalistycznych. Były wśród nich jednostki projektu:  870 (kod NATO: 'Kamenka'), 871 ('Biya'), 860 ('Samara'), 861 ('Moma'), 862 ('Yug'), 872 ('Finnik'), 874 ('Modified Finnik'). Ponadto, Stocznia Szczecińska budowała zbliżone co do przeznaczenia okręty oceanograficzne projektu 850 (kod NATO: 'Nikolay Zubov'), 852  ('Akademik Krylov') i 873 ('Sibirykov').
Używane w Polsce okręty hydrograficzne
- przed II wojną światową:
  - ORP „Pomorzanin” (1920-31)
  - ORP „Pomorzanin” (II) (1931-39)

- po 1945 roku:
  - ORP „Żuraw” (1948-71, od 1951 nosił nazwę: ORP „Kompas”)
  - ORP „Bałtyk” (1954-82)
  - ORP „Kopernik” (1971-2005)
  - ORP „Heweliusz” i ORP „Arctowski” (1982-)